# Лев, Ронен
Ронен Лев (род. 22 сентября 1968, Тель-Авив) — израильский шахматист, гроссмейстер (1994).
В составе сборной Израиля участник 28-й Олимпиады (1988) и 9-го командного чемпионата Европы в Хайфе (1989).

## Изменения рейтинга
| Графики недоступны из-за технических проблем. См. информацию на Фабрикаторе и на mediawiki.org. |